# Isòtops del lantani
El lantani (La) natural està compost d'un isòtop estable, el 139La i d'un de radioactiu, el 138La. El més abundant és el 139La amb una abundància natural de 99,91%. S'han caracteritzat 38 radioisòtops, els més estables dels quqls és el 138La amb un període de semidesintegració de 105×10⁹ anys, i el 137La amb un període de semidesintegració de 60.000 anys. La majoria dels restants isòtops radioactius tenen períodes de semidesintegració menors a les 24 hores i la gran majoria menors a un minut. El lantani té també tres isòmers nuclears.
Els isòtops del lantani varien en massa atòmica de 117 u (117La) a 155 u (155La).

Massa atòmica estàndard: 138.90547(7) u

## Taula
| Símbol del núclid | Z(p)                | N(n)                | massa isotòpica(u)  | període de semidesintegració | Espín nuclear | composició isotòpics representativa (fracció molar) | rang de variació natural (fracció molar) |
| Símbol del núclid | energia d'excitació | energia d'excitació | energia d'excitació | període de semidesintegració | Espín nuclear | composició isotòpics representativa (fracció molar) | rang de variació natural (fracció molar) |
| ----------------- | ------------------- | ------------------- | ------------------- | ---------------------------- | ------------- | --------------------------------------------------- | ---------------------------------------- |
| 117La             | 57                  | 60                  | 116.95007(43)#      | 23.5(26) ms                  | (3/2+,3/2-)   |                                                     |                                          |
| 117mLa            | 151(12) keV         | 151(12) keV         | 151(12) keV         | 10(5) ms                     | (9/2+)        |                                                     |                                          |
| 118La             | 57                  | 61                  | 117.94673(32)#      | 200# ms                      |               |                                                     |                                          |
| 119La             | 57                  | 62                  | 118.94099(43)#      | 1# s                         | 11/2-#        |                                                     |                                          |
| 120La             | 57                  | 63                  | 119.93807(54)#      | 2.8(2) s                     |               |                                                     |                                          |
| 121La             | 57                  | 64                  | 120.93301(54)#      | 5.3(2) s                     | 11/2-#        |                                                     |                                          |
| 122La             | 57                  | 65                  | 121.93071(32)#      | 8.6(5) s                     |               |                                                     |                                          |
| 123La             | 57                  | 66                  | 122.92624(21)#      | 17(3) s                      | 11/2-#        |                                                     |                                          |
| 124La             | 57                  | 67                  | 123.92457(6)        | 29.21(17) s                  | (7-,8-)       |                                                     |                                          |
| 124mLa            | 100(100)# keV       | 100(100)# keV       | 100(100)# keV       | 21(4) s                      | low(+#)       |                                                     |                                          |
| 125La             | 57                  | 68                  | 124.920816(28)      | 64.8(12) s                   | (11/2-)       |                                                     |                                          |
| 125mLa            | 107.0(10) keV       | 107.0(10) keV       | 107.0(10) keV       | 390(40) ms                   | (3/2+)        |                                                     |                                          |
| 126La             | 57                  | 69                  | 125.91951(10)       | 54(2) s                      | (5)(+#)       |                                                     |                                          |
| 126mLa            | 210(410) keV        | 210(410) keV        | 210(410) keV        | 20(20) s                     | (0-,1-,2-)    |                                                     |                                          |
| 127La             | 57                  | 70                  | 126.916375(28)      | 5.1(1) min                   | (11/2-)       |                                                     |                                          |
| 127mLa            | 14.8(12) keV        | 14.8(12) keV        | 14.8(12) keV        | 3.7(4) min                   | (3/2+)        |                                                     |                                          |
| 128La             | 57                  | 71                  | 127.91559(6)        | 5.18(14) min                 | (5+)          |                                                     |                                          |
| 128mLa            | 100(100)# keV       | 100(100)# keV       | 100(100)# keV       | <1.4 min                     | (1+,2-)       |                                                     |                                          |
| 129La             | 57                  | 72                  | 128.912693(22)      | 11.6(2) min                  | 3/2+          |                                                     |                                          |
| 129mLa            | 172.1(4) keV        | 172.1(4) keV        | 172.1(4) keV        | 560(50) ms                   | 11/2-         |                                                     |                                          |
| 130La             | 57                  | 73                  | 129.912369(28)      | 8.7(1) min                   | 3(+)          |                                                     |                                          |
| 131La             | 57                  | 74                  | 130.91007(3)        | 59(2) min                    | 3/2+          |                                                     |                                          |
| 131mLa            | 304.52(24) keV      | 304.52(24) keV      | 304.52(24) keV      | 170(10) µs                   | 11/2-         |                                                     |                                          |
| 132La             | 57                  | 75                  | 131.91010(4)        | 4.8(2) h                     | 2-            |                                                     |                                          |
| 132mLa            | 188.18(11) keV      | 188.18(11) keV      | 188.18(11) keV      | 24.3(5) min                  | 6-            |                                                     |                                          |
| 133La             | 57                  | 76                  | 132.90822(3)        | 3.912(8) h                   | 5/2+          |                                                     |                                          |
| 134La             | 57                  | 77                  | 133.908514(21)      | 6.45(16) min                 | 1+            |                                                     |                                          |
| 135La             | 57                  | 78                  | 134.906977(11)      | 19.5(2) h                    | 5/2+          |                                                     |                                          |
| 136La             | 57                  | 79                  | 135.90764(6)        | 9.87(3) min                  | 1+            |                                                     |                                          |
| 136mLa            | 255(9) keV          | 255(9) keV          | 255(9) keV          | 114(3) ms                    | (8)(-#)       |                                                     |                                          |
| 137La             | 57                  | 80                  | 136.906494(14)      | 6(2)E+4 a                    | 7/2+          |                                                     |                                          |
| 138La             | 57                  | 81                  | 137.907112(4)       | 1.02(1)E+11 a                | 5+            | 0.00090(1)                                          |                                          |
| 138mLa            | 72.57(3) keV        | 72.57(3) keV        | 72.57(3) keV        | 116(5) ns                    | (3)+          |                                                     |                                          |
| 139La             | 57                  | 82                  | 138.9063533(26)     | STABLE                       | 7/2+          | 0.99910(1)                                          |                                          |
| 140La             | 57                  | 83                  | 139.9094776(26)     | 1.6781(3) d                  | 3-            |                                                     |                                          |
| 141La             | 57                  | 84                  | 140.910962(5)       | 3.92(3) h                    | (7/2+)        |                                                     |                                          |
| 142La             | 57                  | 85                  | 141.914079(6)       | 91.1(5) min                  | 2-            |                                                     |                                          |
| 143La             | 57                  | 86                  | 142.916063(17)      | 14.2(1) min                  | (7/2)+        |                                                     |                                          |
| 144La             | 57                  | 87                  | 143.91960(5)        | 40.8(4) s                    | (3-)          |                                                     |                                          |
| 145La             | 57                  | 88                  | 144.92165(10)       | 24.8(20) s                   | (5/2+)        |                                                     |                                          |
| 146La             | 57                  | 89                  | 145.92579(8)        | 6.27(10) s                   | 2-            |                                                     |                                          |
| 146mLa            | 130(130) keV        | 130(130) keV        | 130(130) keV        | 10.0(1) s                    | (6-)          |                                                     |                                          |
| 147La             | 57                  | 90                  | 146.92824(5)        | 4.015(8) s                   | (5/2+)        |                                                     |                                          |
| 148La             | 57                  | 91                  | 147.93223(6)        | 1.26(8) s                    | (2-)          |                                                     |                                          |
| 149La             | 57                  | 92                  | 148.93473(34)#      | 1.05(3) s                    | 5/2+#         |                                                     |                                          |
| 150La             | 57                  | 93                  | 149.93877(43)#      | 510(30) ms                   | (3+)          |                                                     |                                          |
| 151La             | 57                  | 94                  | 150.94172(43)#      | 300# ms [>300 ns]            | 5/2+#         |                                                     |                                          |
| 152La             | 57                  | 95                  | 151.94625(43)#      | 200# ms [>300 ns]            |               |                                                     |                                          |
| 153La             | 57                  | 96                  | 152.94962(64)#      | 150# ms [>300 ns]            | 5/2+#         |                                                     |                                          |
| 154La             | 57                  | 97                  | 153.95450(64)#      | 100# ms                      |               |                                                     |                                          |
| 155La             | 57                  | 98                  | 154.95835(86)#      | 60# ms                       | 5/2+#         |                                                     |                                          |